# Ali Saadi
Ali Saadi, né le 10 mai 1910 à Palestro (actuellement Lakhdaria, Algérie) et décédé le 27 juin 2001 au Blanc-Mesnil (France), est un homme politique français.